# Gossypium hirsutum
Gossypium hirsutum är en malvaväxtart som beskrevs av Carl von Linné. Gossypium hirsutum ingår i släktet bomull, och familjen malvaväxter. Inga underarter finns listade i Catalogue of Life.
Arten är också känd som mexikansk bomull och är den vanligaste bomullsarten i USA.

## Bildgalleri

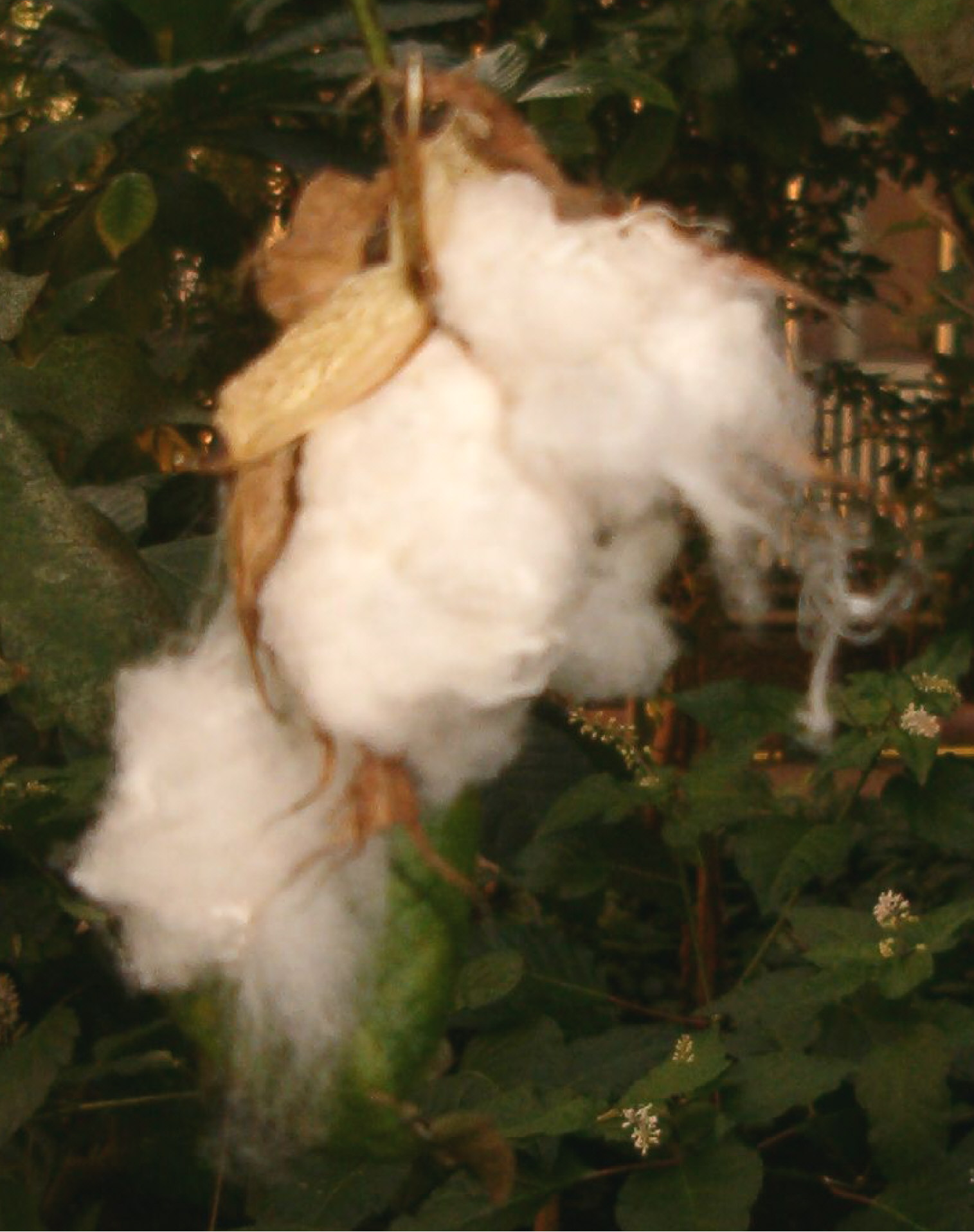
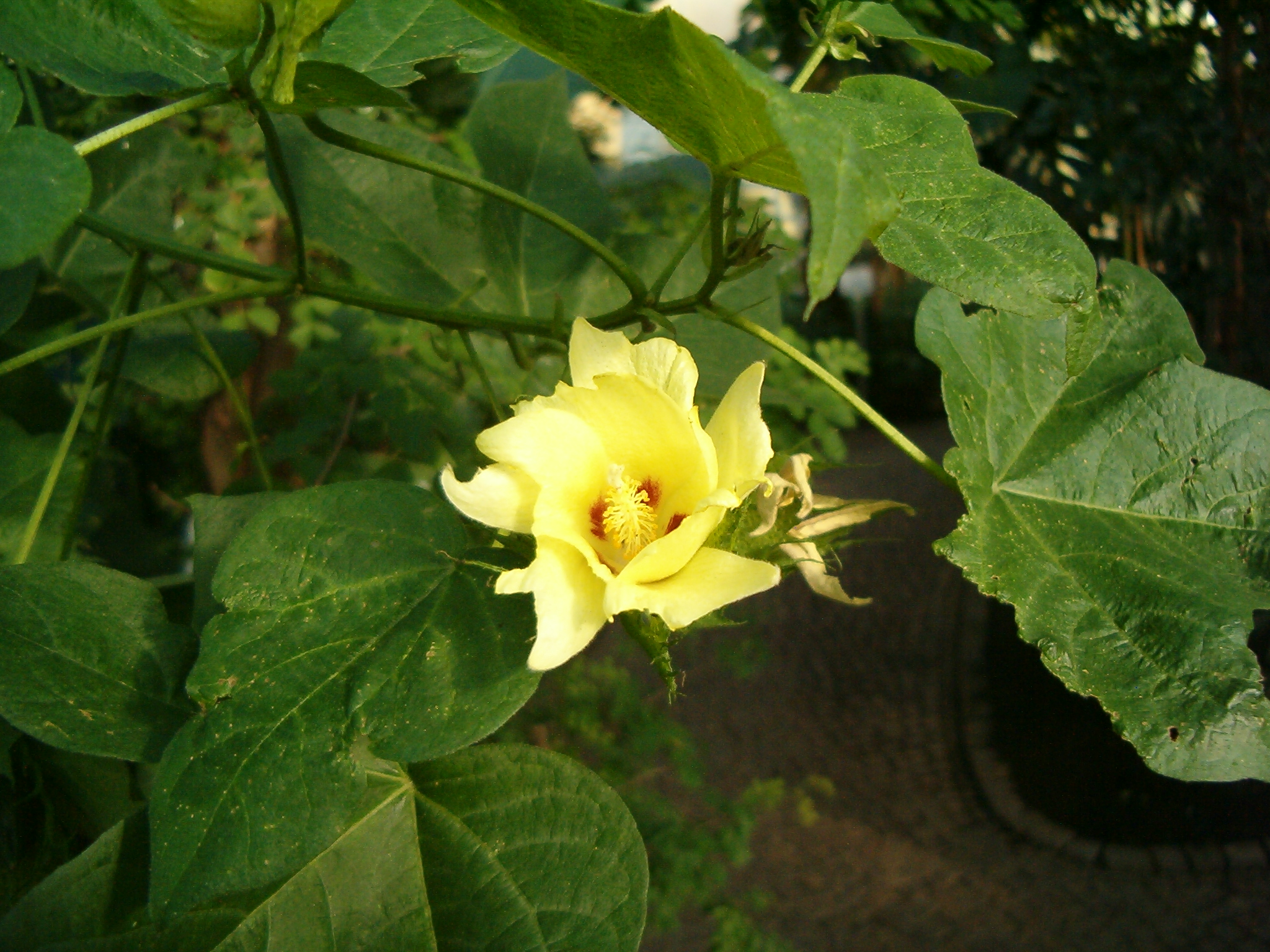
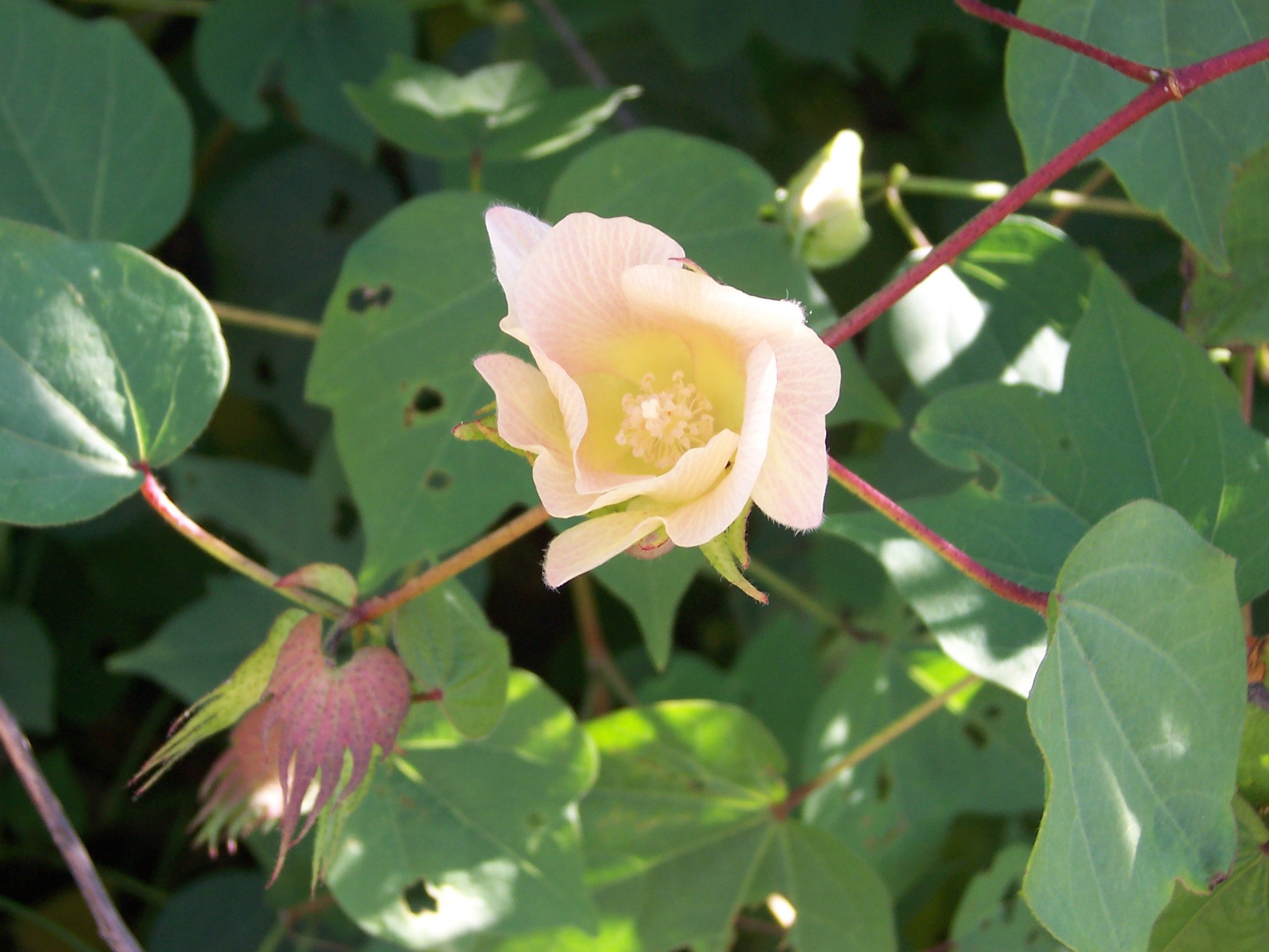
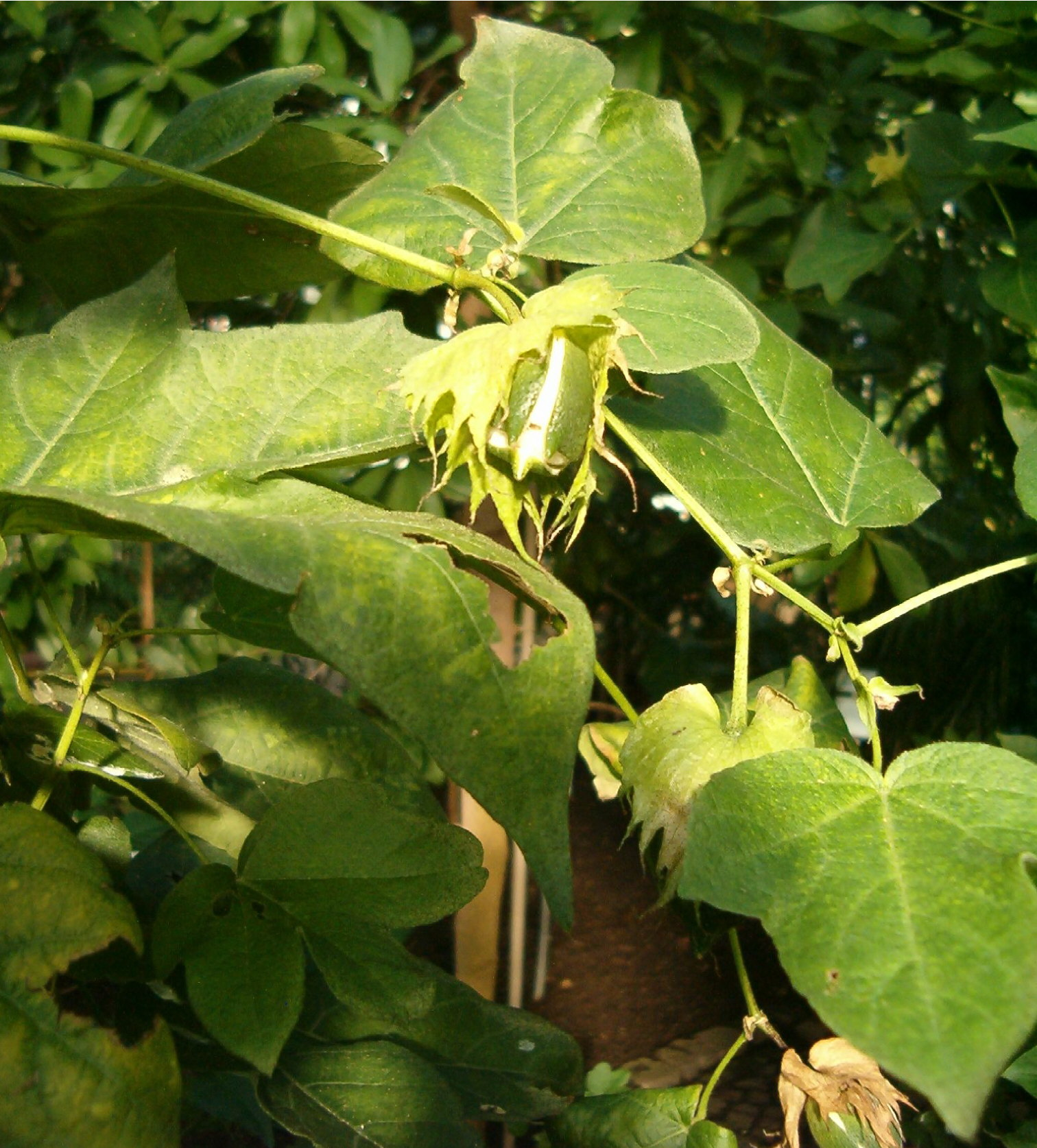
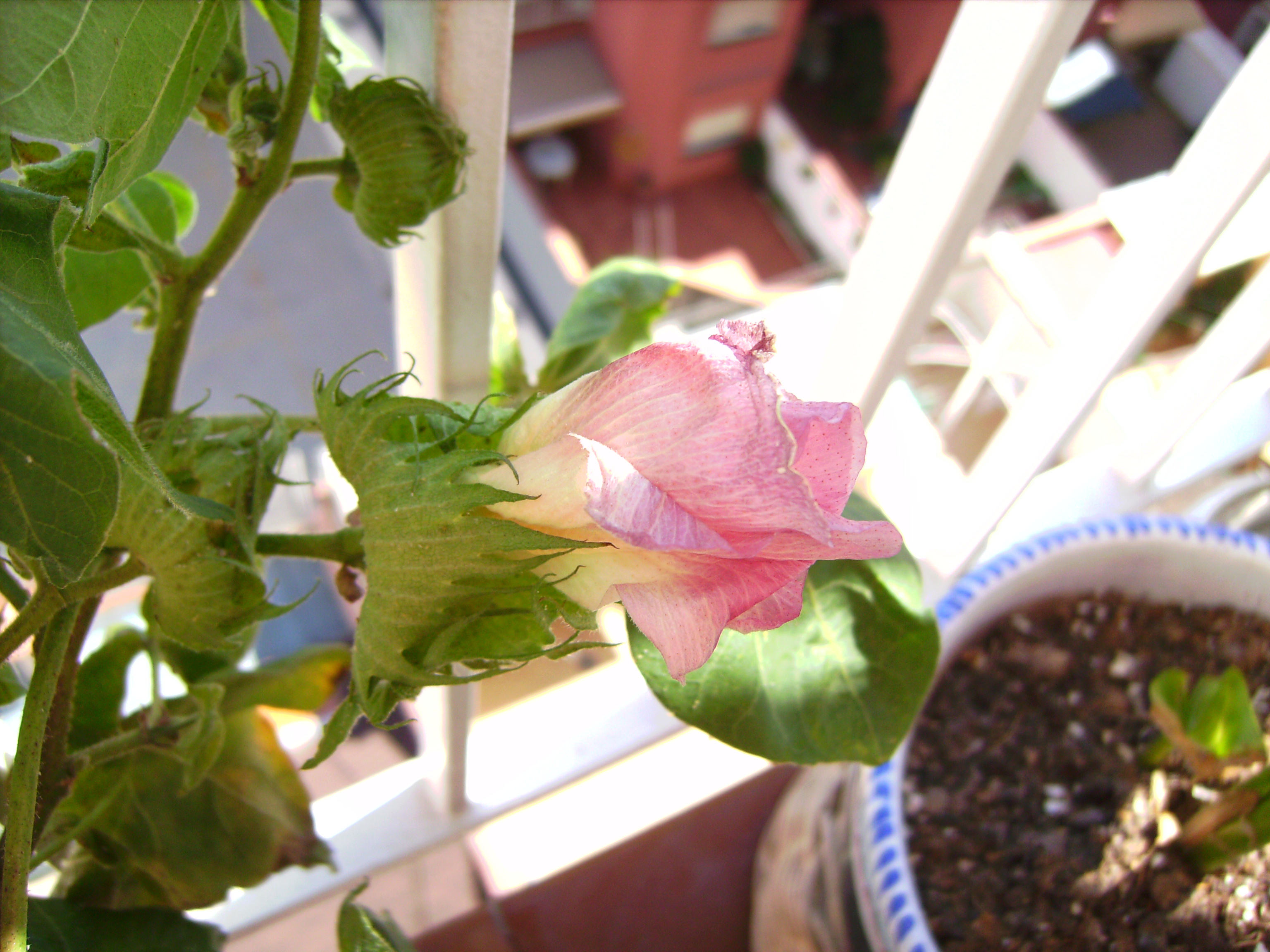
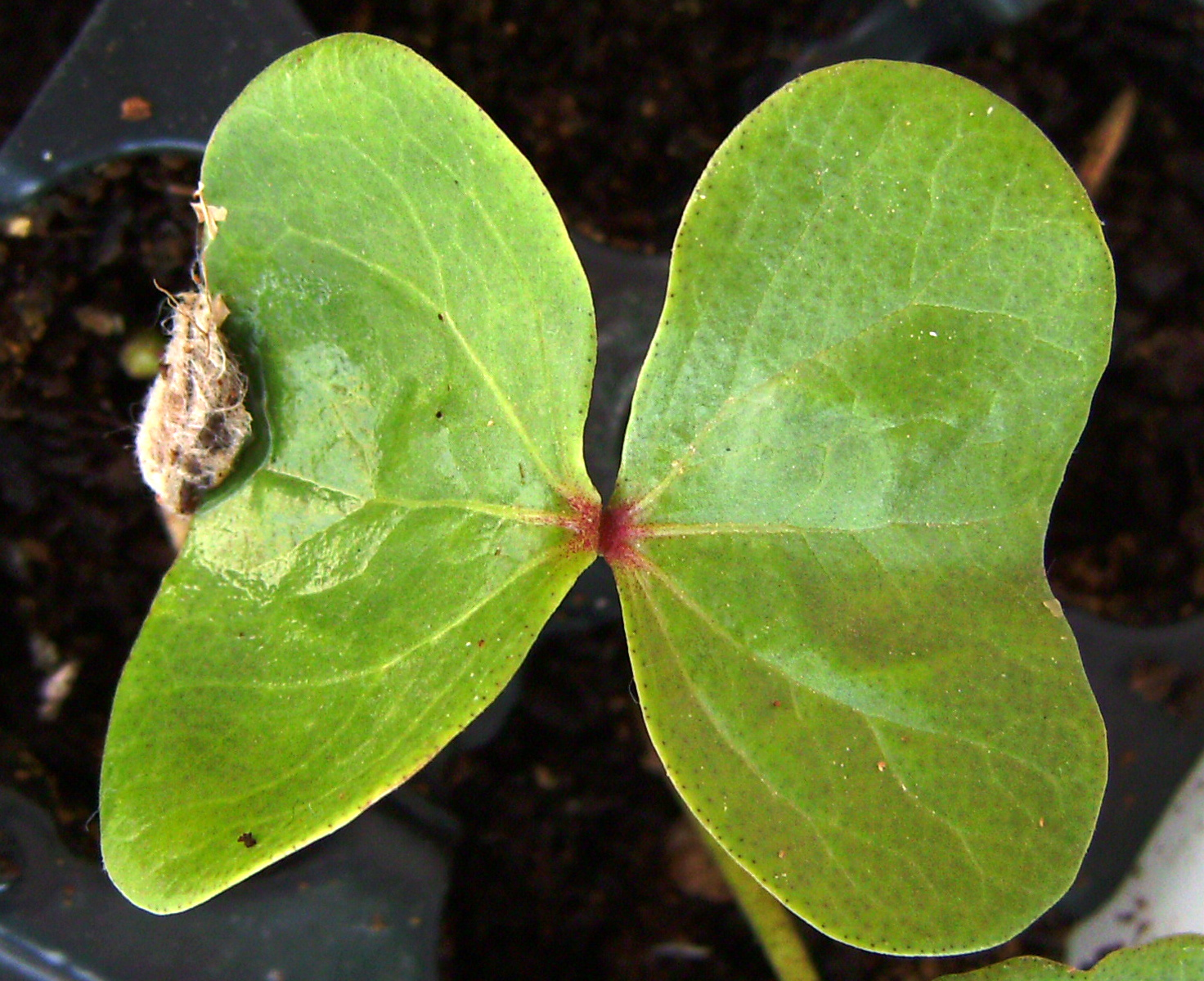